# Braydon Coburn
Braydon Coburn (* 27. února 1985) je bývalý profesionální kanadský hokejový obránce, naposledy hrající v klubu New York Islanders. Draftován byl v roce 2003 již v 1. kole jako 8. celkově klubem Atlanta Thrashers. V sezoně 2019/20 získal s Tampou Stanley Cup. Ukončení sportovní kariéry oznámil v listopadu 2021.

## Klubové statistiky
| Sezona                 | Klub                  | Soutěž     | Základní část | Základní část | Základní část | Základní část | Základní část | Play off | Play off | Play off | Play off | Play off |
| Sezona                 | Klub                  | Soutěž     | Z             | G             | A             | B             | TM            | Z        | G        | A        | B        | TM       |
| ---------------------- | --------------------- | ---------- | ------------- | ------------- | ------------- | ------------- | ------------- | -------- | -------- | -------- | -------- | -------- |
| 2000–01                | Portland Winter Hawks | WHL        | 2             | 0             | 1             | 1             | 0             | 14       | 0        | 4        | 4        | 2        |
| 2001–02                | Portland Winter Hawks | WHL        | 68            | 4             | 33            | 37            | 100           | 7        | 1        | 1        | 2        | 9        |
| 2002–03                | Portland Winter Hawks | WHL        | 53            | 3             | 16            | 19            | 147           | 7        | 0        | 1        | 1        | 8        |
| 2003–04                | Portland Winter Hawks | WHL        | 55            | 10            | 20            | 30            | 92            | 5        | 0        | 1        | 1        | 10       |
| 2004–05                | Portland Winter Hawks | WHL        | 60            | 12            | 32            | 44            | 144           | 7        | 1        | 5        | 6        | 6        |
| 2004–05                | Chicago Wolves        | AHL        | 3             | 0             | 1             | 1             | 5             | 18       | 0        | 1        | 1        | 36       |
| 2005–06                | Chicago Wolves        | AHL        | 73            | 6             | 20            | 26            | 136           | —        | —        | —        | —        | —        |
| 2005–06                | Atlanta Thrashers     | NHL        | 9             | 0             | 1             | 1             | 4             | —        | —        | —        | —        | —        |
| 2006–07                | Chicago Wolves        | AHL        | 15            | 1             | 10            | 11            | 36            | —        | —        | —        | —        | —        |
| 2006–07                | Atlanta Thrashers     | NHL        | 29            | 0             | 4             | 4             | 30            | —        | —        | —        | —        | —        |
| 2006–07                | Philadelphia Flyers   | NHL        | 20            | 3             | 4             | 7             | 16            | —        | —        | —        | —        | —        |
| 2007–08                | Philadelphia Flyers   | NHL        | 78            | 9             | 27            | 36            | 74            | 14       | 0        | 6        | 6        | 14       |
| 2008–09                | Philadelphia Flyers   | NHL        | 80            | 7             | 21            | 28            | 97            | 6        | 0        | 3        | 3        | 7        |
| 2009–10                | Philadelphia Flyers   | NHL        | 81            | 5             | 14            | 19            | 54            | 23       | 1        | 3        | 4        | 22       |
| 2010–11                | Philadelphia Flyers   | NHL        | 82            | 2             | 14            | 16            | 53            | 11       | 1        | 2        | 3        | 6        |
| 2011–12                | Philadelphia Flyers   | NHL        | 81            | 4             | 20            | 24            | 56            | 11       | 0        | 4        | 4        | 8        |
| 2012–13                | Philadelphia Flyers   | NHL        | 33            | 1             | 4             | 5             | 41            | —        | —        | —        | —        | —        |
| 2013–14                | Philadelphia Flyers   | NHL        | 82            | 5             | 12            | 17            | 63            | 7        | 0        | 3        | 3        | 4        |
| 2014–15                | Philadelphia Flyers   | NHL        | 39            | 1             | 8             | 9             | 16            | —        | —        | —        | —        | —        |
| 2014–15                | Tampa Bay Lightning   | NHL        | 4             | 0             | 2             | 2             | 9             | 26       | 1        | 3        | 4        | 21       |
| 2015–16                | Tampa Bay Lightning   | NHL        | 80            | 1             | 9             | 10            | 53            | 17       | 0        | 2        | 2        | 12       |
| 2016–17                | Tampa Bay Lightning   | NHL        | 80            | 5             | 7             | 12            | 50            | —        | —        | —        | —        | —        |
| 2017–18                | Tampa Bay Lightning   | NHL        | 72            | 1             | 14            | 15            | 40            | 17       | 0        | 2        | 2        | 19       |
| 2018–19                | Tampa Bay Lightning   | NHL        | 74            | 4             | 19            | 23            | 34            | 2        | 0        | 1        | 1        | 0        |
| 2019–20                | Tampa Bay Lightning   | NHL        | 40            | 1             | 3             | 4             | 16            | 3        | 0        | 0        | 0        | 0        |
| 2020–21                | Ottawa Senators       | NHL        | 16            | 0             | 2             | 2             | 10            | —        | —        | —        | —        | —        |
| 2020–21                | New York Islanders    | NHL        | 3             | 0             | 0             | 0             | 4             | —        | —        | —        | —        | —        |
| NHL celkem             | NHL celkem            | NHL celkem | 983           | 49            | 185           | 234           | 720           | 137      | 3        | 29       | 32       | 113      |
| Konec hokejové kariéry |                       |            |               |               |               |               |               |          |          |          |          |          |

### Reprezentační statistiky
| 2003            | Kanada 18       | MS18            | 7  | 0 | 0 | 0 | 12 | Zlatá medaile    |
| 2004            | Kanada 20       | MSJ             | 6  | 2 | 1 | 3 | 2  | Stříbrná medaile |
| 2005            | Kanada 20       | MSJ             | 6  | 0 | 2 | 2 | 8  | Zlatá medaile    |
| 2009            | Kanada          | MS              | 5  | 0 | 1 | 1 | 4  | Stříbrná medaile |
| 2014            | Kanada          | MS              | 8  | 0 | 0 | 0 | 8  | 5. místo         |
| Junioři celkově | Junioři celkově | Junioři celkově | 19 | 2 | 3 | 5 | 22 |                  |
| Senioři celkově | Senioři celkově | Senioři celkově | 13 | 0 | 1 | 1 | 12 |                  |